# Cerco de Port Royal (1710)
O cerco de Port Royal (5 a 13 de outubro de 1710) também conhecido como a Conquista de Acadia, foi um cerco militar conduzido por forças regulares e provinciais britânicas sob o comando de Francis Nicholson contra uma guarnição acadiana francesa e a Confederação Wabanaki sob o comando de Daniel d'Auger de Subercase, na capital acadiana, Port Royal - assentamento histórico baseado em torno da bacia superior de Annapolis, na Nova Escócia, Canadá. O bem-sucedido cerco britânico marcou o início do controle britânico permanente sobre a porção peninsular da Acádia, que eles rebatizaram de Nova Escócia, e foi a primeira vez que os britânicos tomaram e mantiveram uma possessão colonial francesa.  Após a rendição francesa, os britânicos ocuparam o forte na capital com toda a pompa e cerimônia de ter capturado uma das grandes fortalezas da Europa,  o rebatizaram de Annapolis Royal.
O cerco foi a terceira tentativa britânica durante a Guerra da Rainha Anne de capturar a capital acadiana e teve profundas consequências nos 50 anos seguintes. A conquista foi um elemento-chave no enquadramento das questões norte-americanas nas negociações do tratado franco-britânico de 1711-1713. Isso resultou na criação de uma nova colônia - Nova Escócia - e introduziu questões significativas sobre o destino dos acadianos e dos Mi'kmaq  que continuaram a ocupar a Acádia.
A conquista de Acadia foi um momento fundamental na história do estado canadense - foi um precursor das conquistas britânicas de Louisbourg e Quebec em meados do século.